# Hội đường Do Thái Kőbánya, Budapest

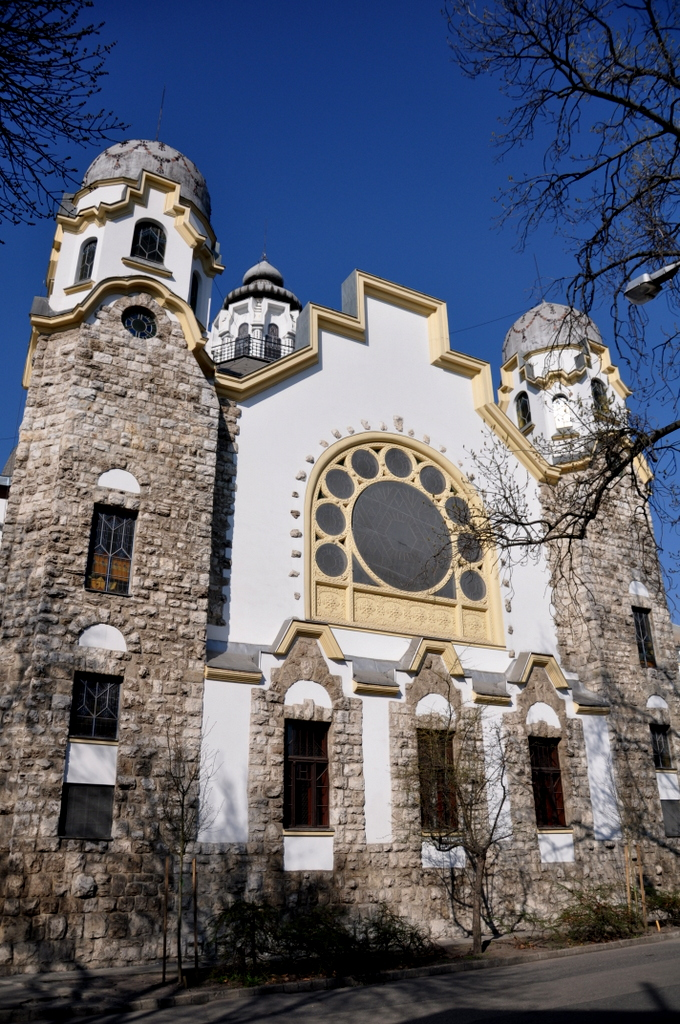
Hội đường Do Thái Kőbánya, Budapest

Nhà thờ của Công chúng (tên gọi trước đây là Hội đường Do Thái Kőbánya) là một nhà thờ nằm ở phố Kőbánya thuộc Quận 10, thủ đô Budapest. Từ khi được xây dựng cho đến năm 1964, Nhà thờ Công chúng hoạt động với vai trò là một Hội đường Do Thái giáo.

## Lịch sử
Vào năm 1907, cộng đồng người Do Thái ở Kőbánya cùng nhau thiết kế hội đường và thống nhất kiến trúc của tòa nhà này sẽ theo trường phái Tân nghệ thuật. Hội đường chính thức được xây dựng từ năm 1909 dưới sự chỉ đạo của kiến trúc sư Antal Sorg và hoàn thành vào năm 1912. Vào thời điểm đó, những ngôi nhà ở khu phố Kőbánya đa số chỉ có một tầng, điều này làm cho hội đường trở nên to lớn và nổi bật.
Ở Kőbánya, ngoài hội đường Do Thái còn rất nhiều công trình độc đáo khác được xây dựng. Trong đó phải kể đến như tòa nhà của giáo sĩ Do Thái, trường tư thục Do Thái, một tổ chức từ thiện cho các mục đích xã hội, một nhà hưu trí và một bếp ăn dân gian với sức chứa một trăm người. Người dân ở địa phương luôn cố gắng gìn giữ hội đường. Tuy nhiên do một sự cố vào năm 1920, mái nhà của giáo đường đã bị cháy và buộc phải xây dựng lại hoàn toàn vào năm đó. Cộng đồng Do Thái đã sở hữu hội đường Kőbánya cho đến khi bán nó vào năm 1964. Sau khi bán, nơi đây từng là bảo tàng, là nhà hát và sau đó được sử dụng làm nhà kho cho truyền hình MTV. Vào năm 1974, Cộng hòa Séc tuyên bố đưa hội đường vào danh sách bảo tồn. Tuy nhiên đến những năm 1980, tình trạng của nó vẫn xuống cấp trầm trọng.
Với mong muốn khôi phục lại hội đường, người dân đã tổ chức nhiều đợt quyên góp, tình nguyện và công việc tu sửa giáo đường Kőbánya chính thức hoàn thành vào tháng 4 năm 1991. Kể từ đó, hội đường là nơi tổ chức các sự kiện tôn giáo và văn hóa. Ngoài ra, một số tòa nhà khác nằm trong khuôn viên hội đường được sử dụng làm Viện phục hồi chức năng cho người nghiện rượu và ma túy.

## Miêu tả
Điểm nội bật nhất của kiến trúc bên trong hội đường Kőbánya là mái vòm hình bát giác ở vị trí trung tâm với đường kính lên tới 22,15 m vươn ra khỏi các bức tường.
Có thể nói hội đường Kőbánya là một trong những công trình kiến trúc độc đáo và đồ sộ nhất ở thủ đô Budapest. Tòa nhà bao gồm khu vực phòng thờ, tiền sảnh, nhà kho và một sảnh riêng cho giáo sĩ Do Thái. Toàn bộ tòa nhà và hàng rào xung quanh được bao phủ bởi những viên đá thạch anh chạm khắc từ Đá vôi cứng. Ở nhiều nơi, chúng ta hiếm có thể tìm được công trình nào được trang trí từ nguyên liệu này. Các góc của tòa nhà phía Đông là các tháp nhỏ. Các tòa tháp này có nhiều cửa sổ kính với nhiều hình khối và màu sắc khác nhau. Trở lại mặt trước của hội đường, từ cửa sổ hoa hồng bạn có thể nhìn thấy Ngôi sao của David, một biểu tượng của đạo Do Thái. Từng có hai phiến đá đặt ở mặt trước hội đường, đây là đặc trưng của các nhà thờ Do Thái, tuy nhiên ngày nay chúng đã bị dỡ bỏ. Ở phía Bắc khuôn viên của hội đường là một tòa nhà hai tầng. Nơi đây từng được sử dụng làm trụ sở cộng đồng và tòa nhà dân cư nhưng đến nay tòa nhà được sử dụng để chăm sóc cho bệnh nhân nghiện rượu và ma túy.

## Một số hình ảnh

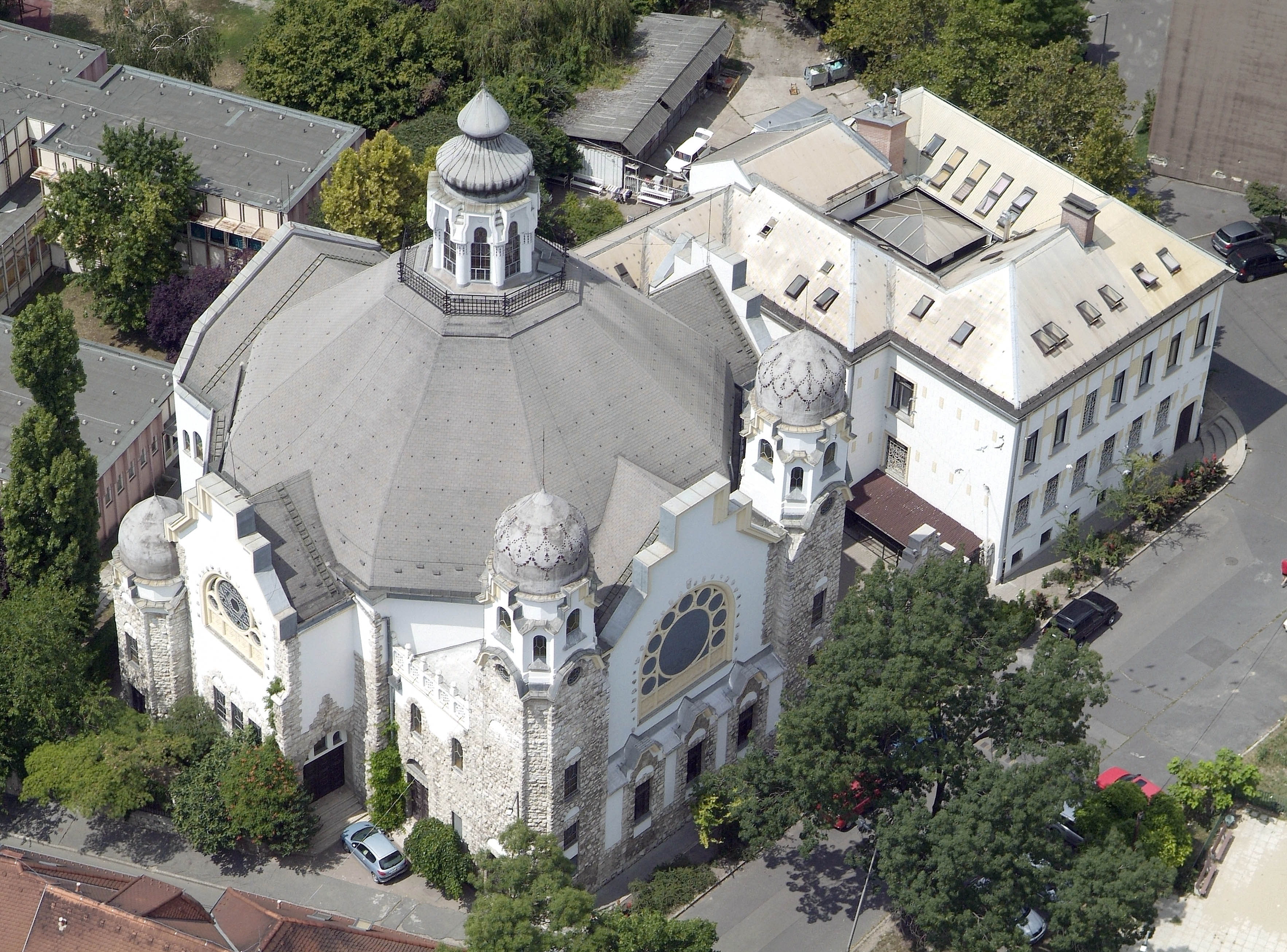
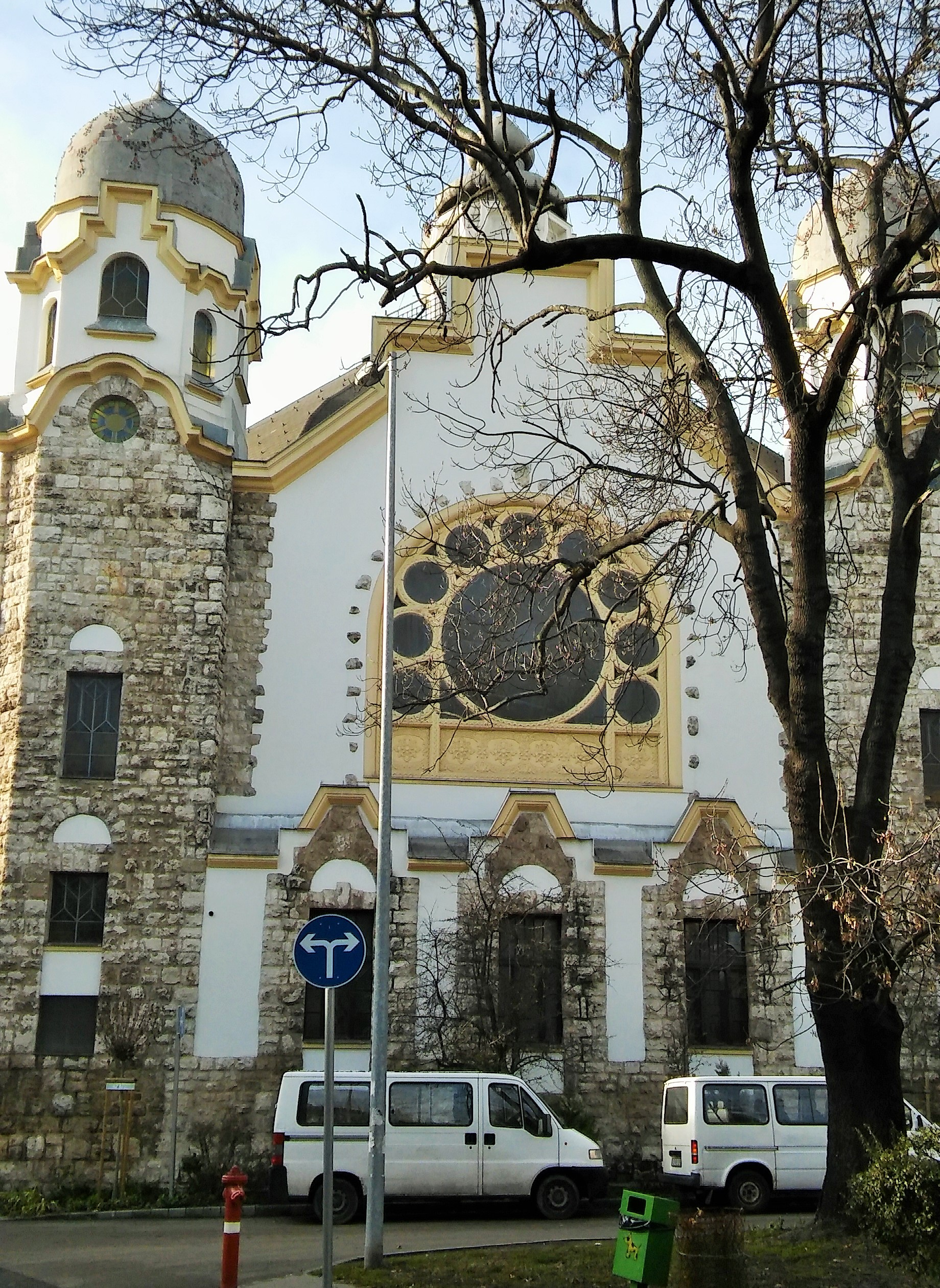
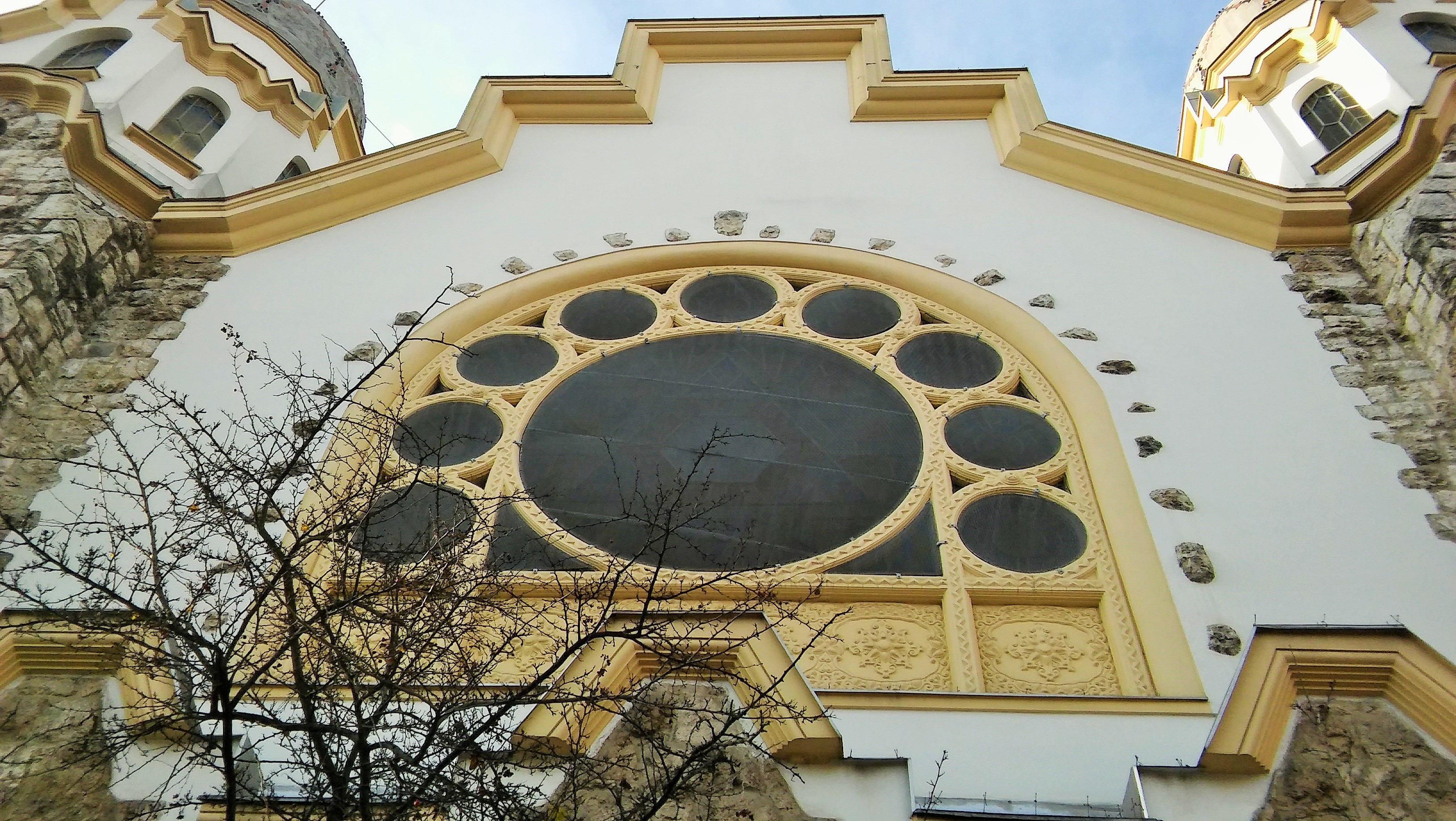
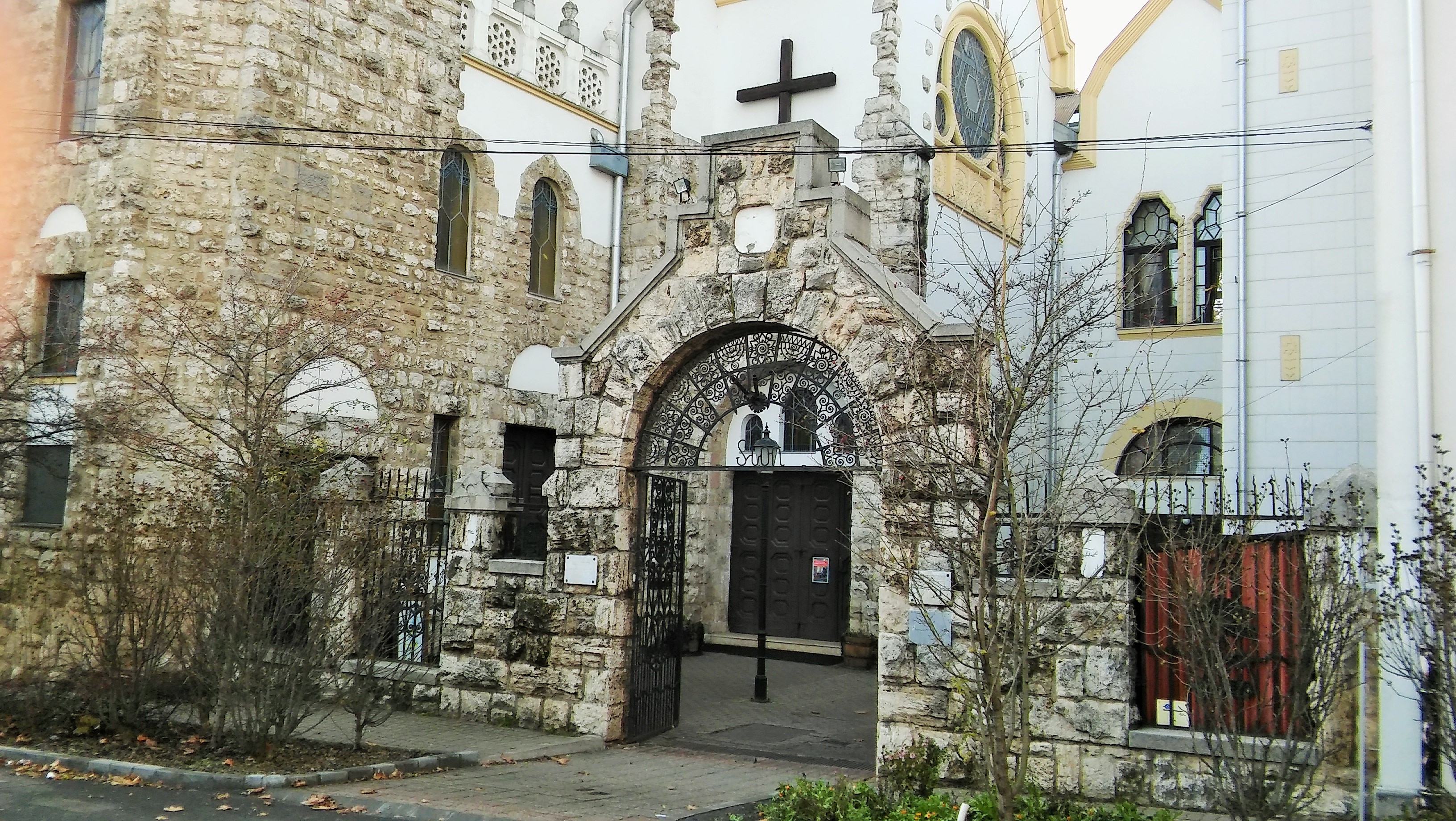
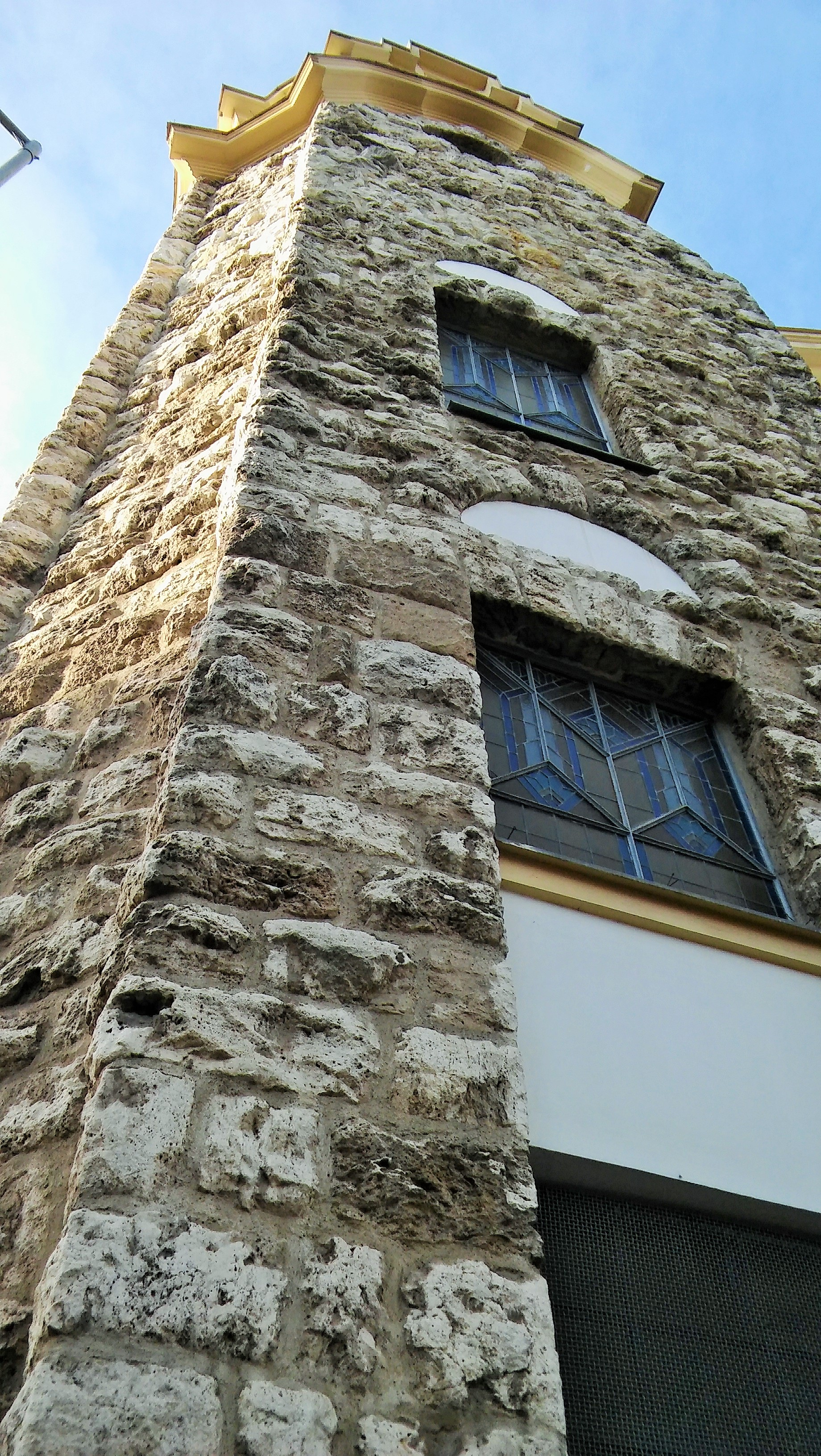
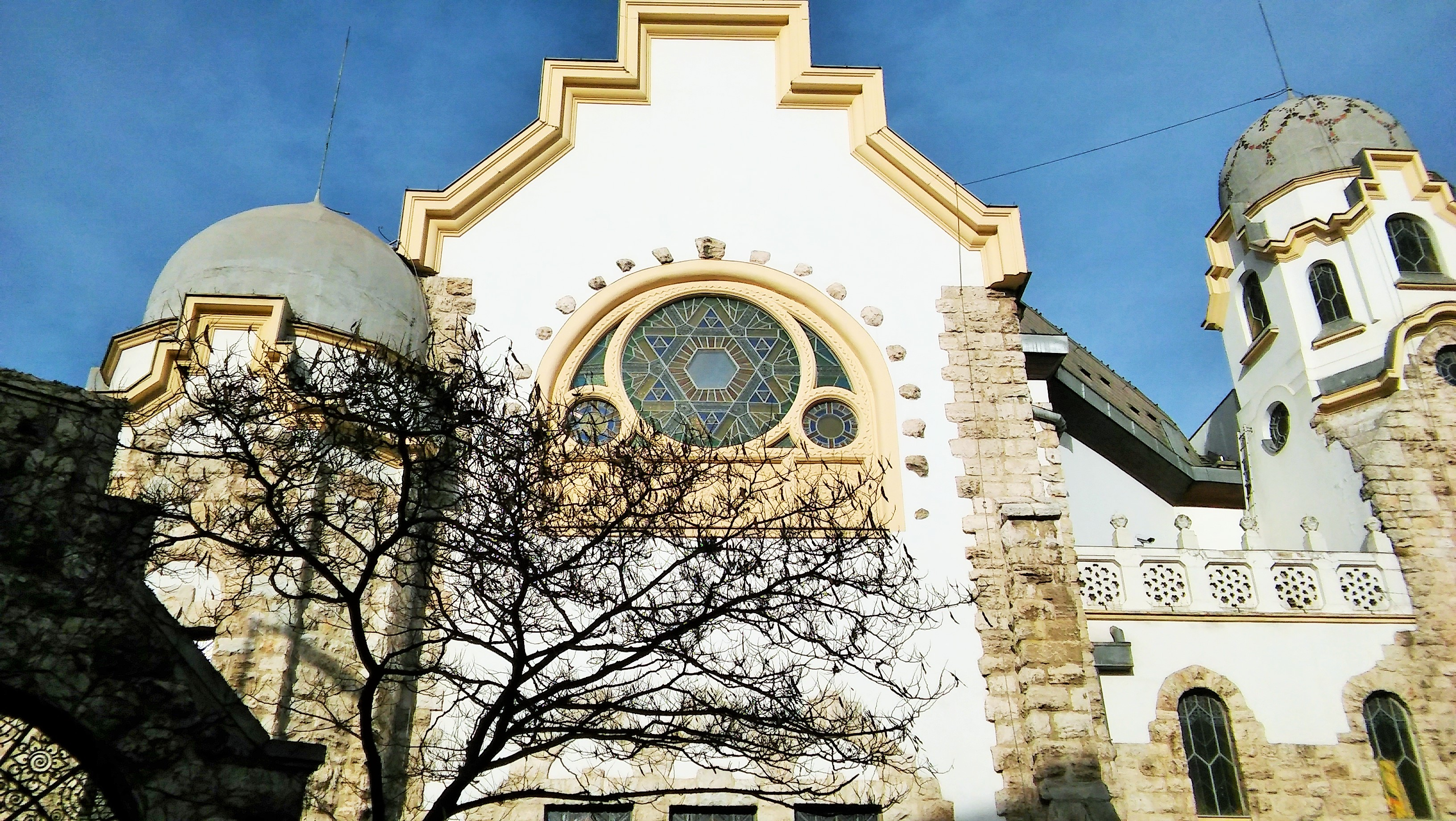
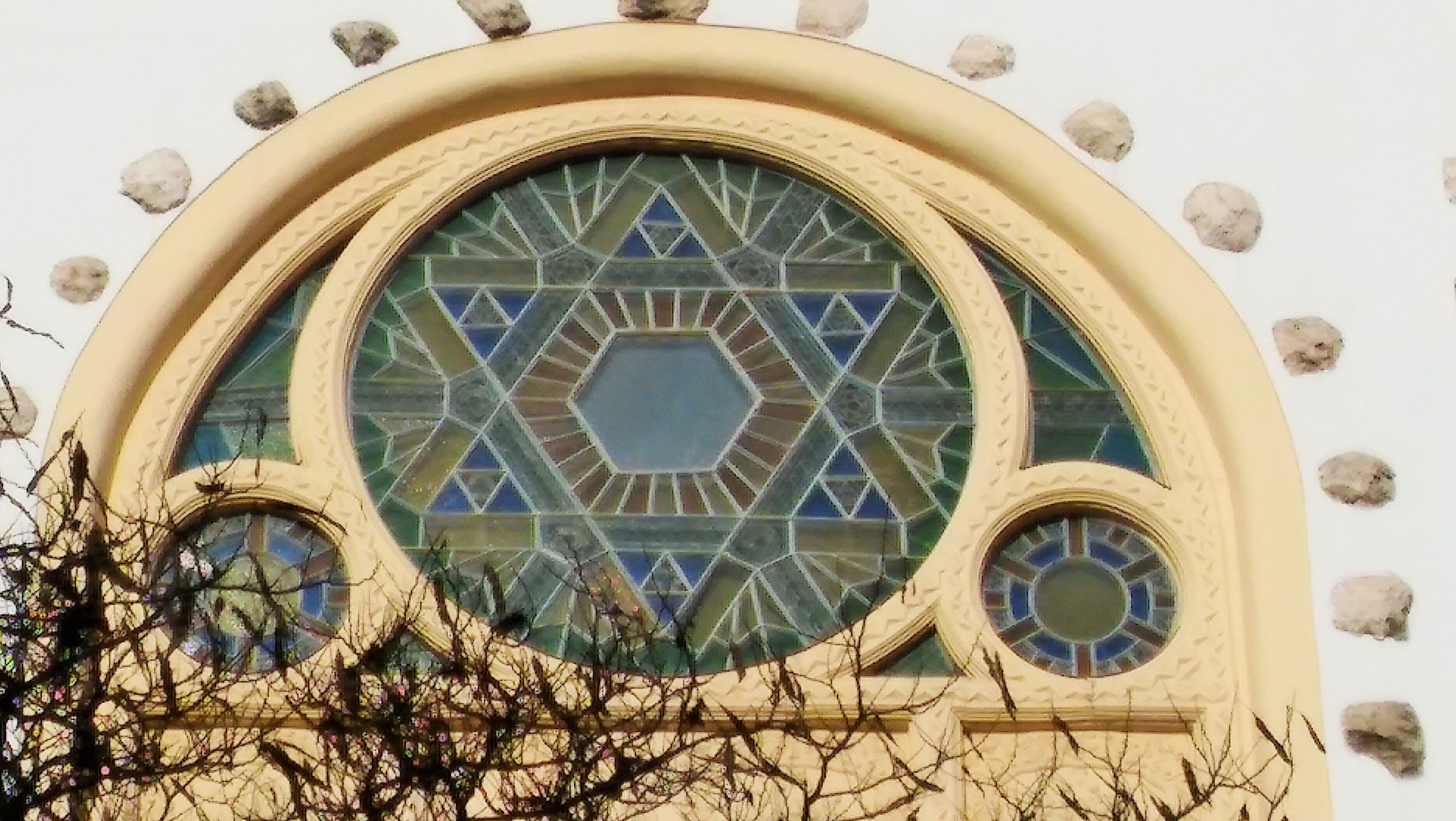
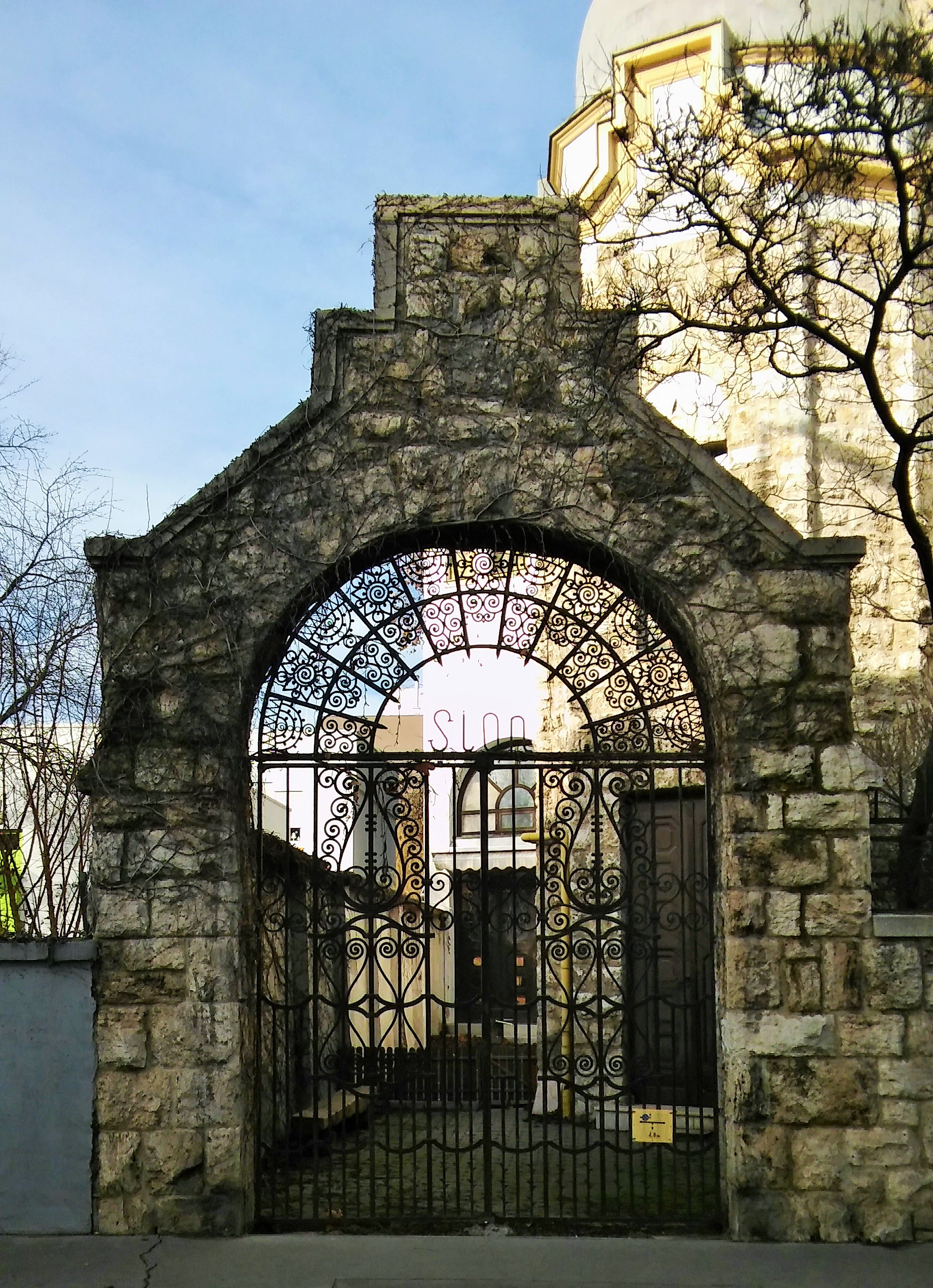
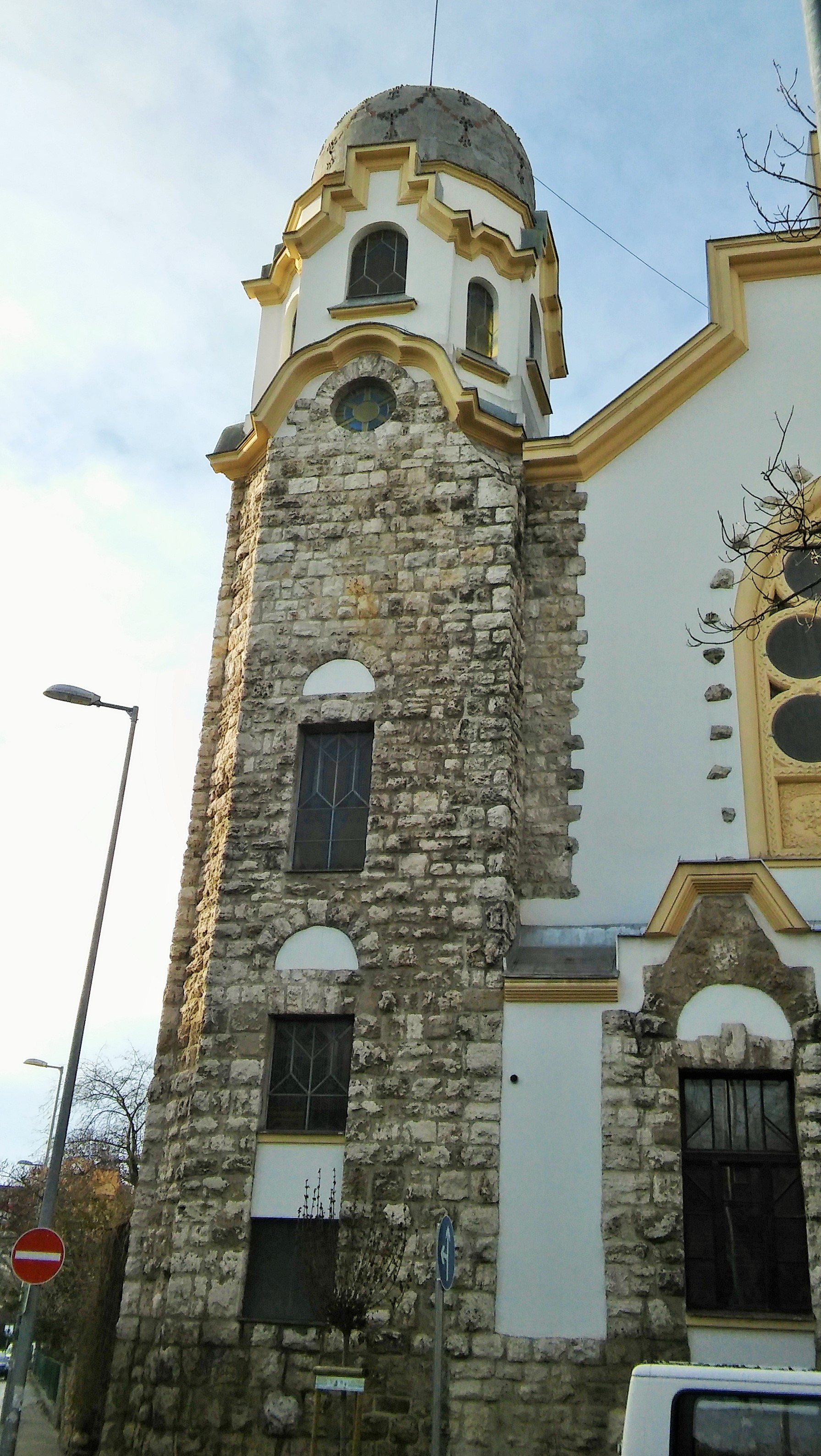
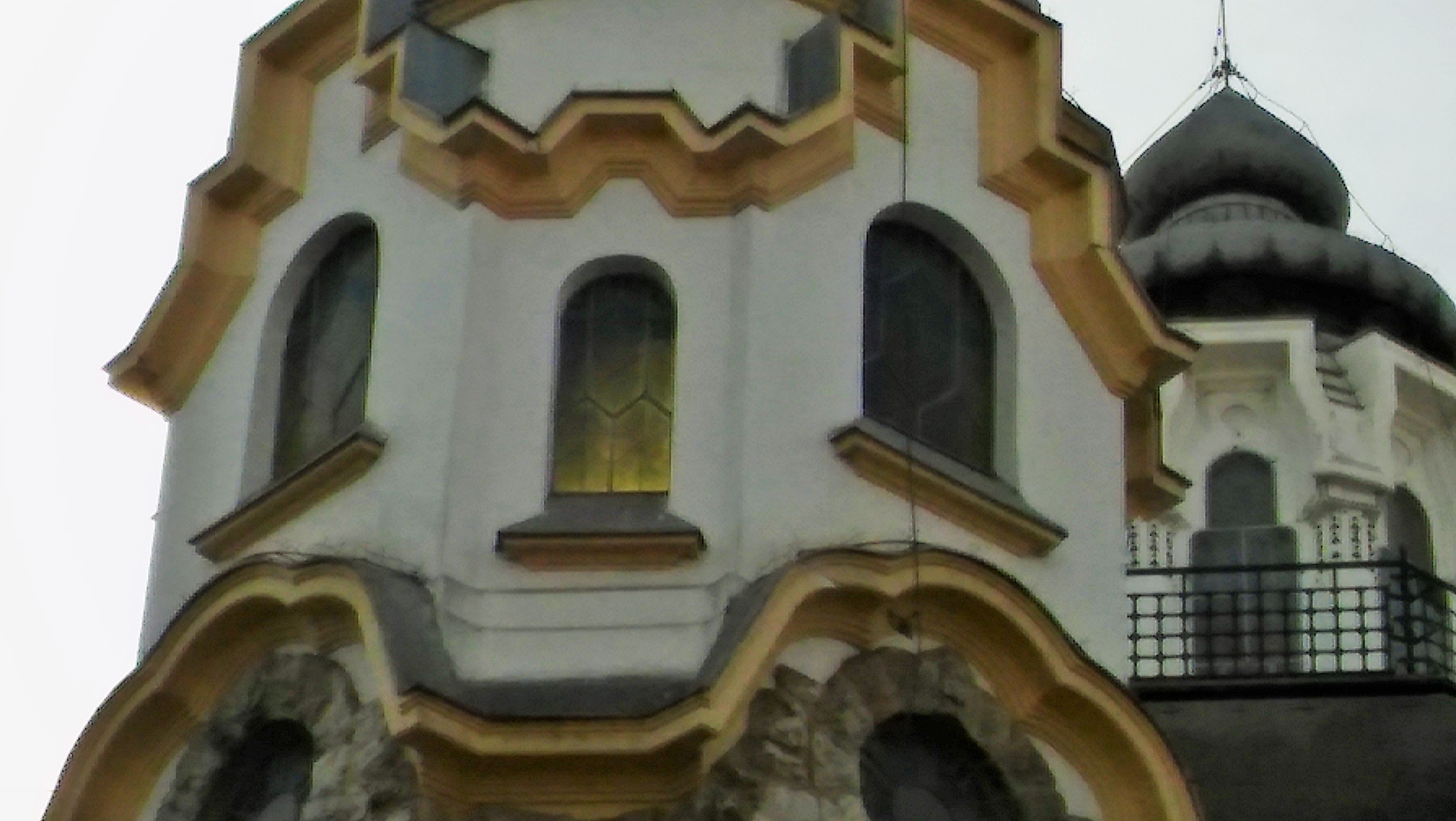
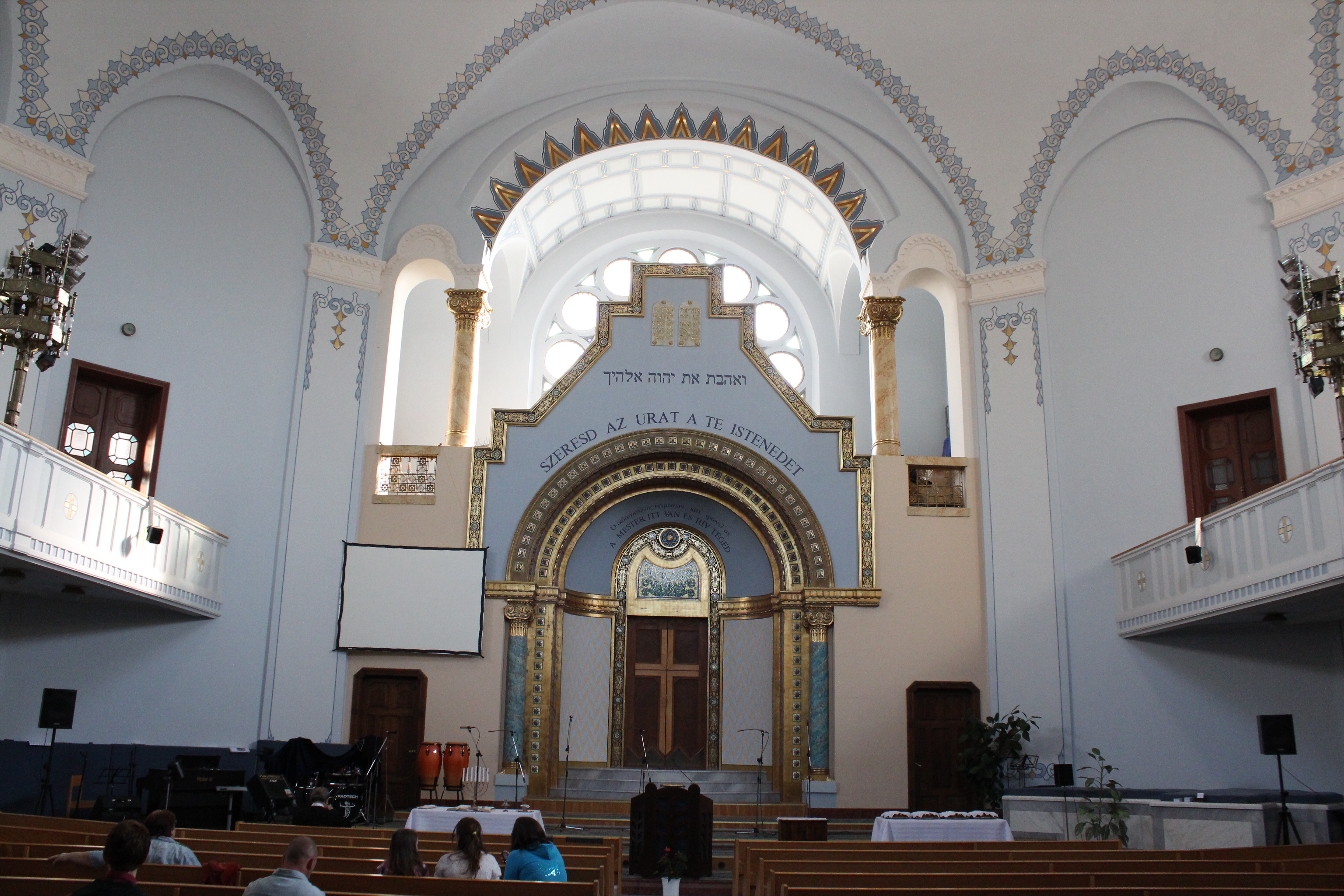
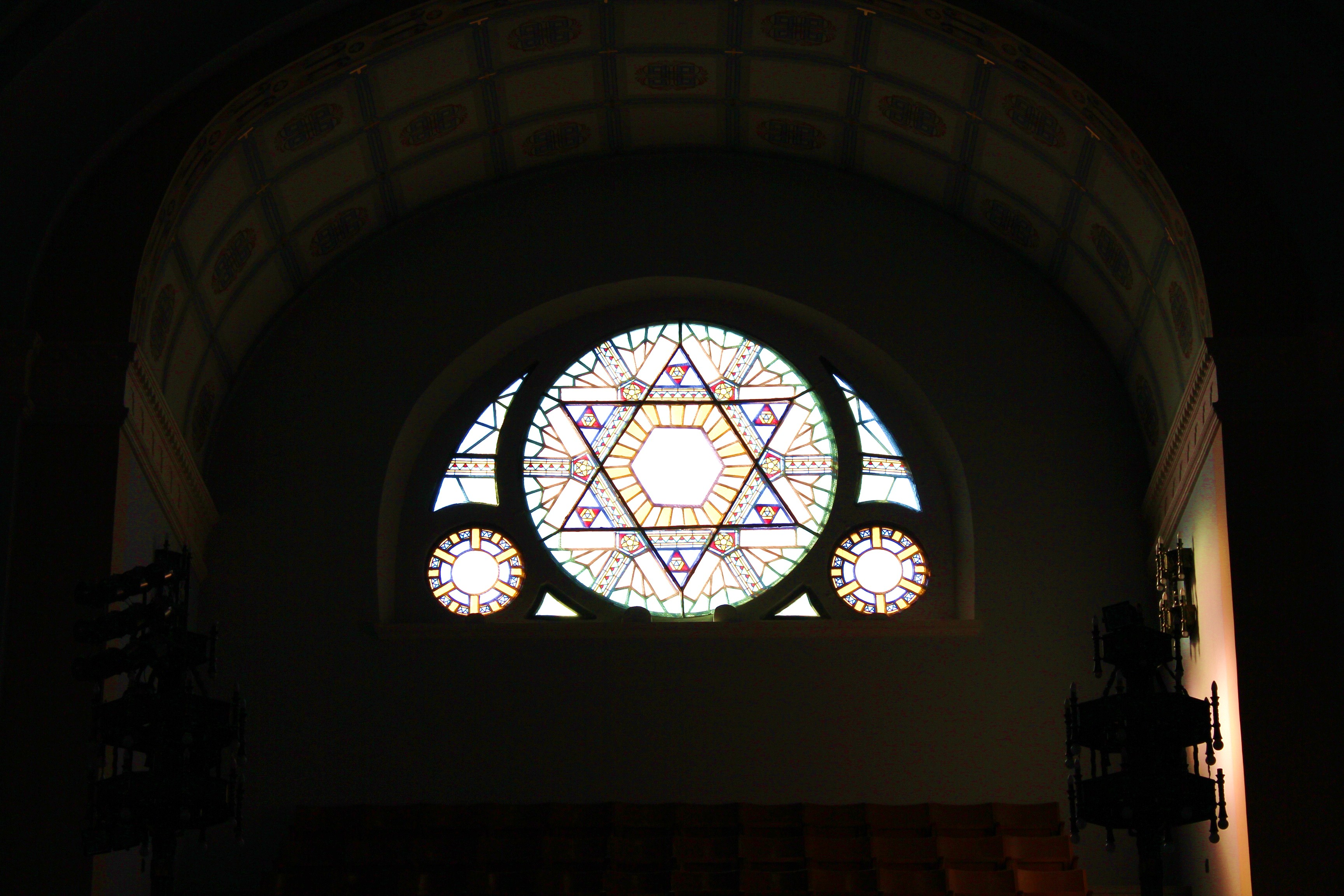